# Breitenberg (Schafberggruppe)
Der Breitenberg ist ein 1412 m ü. A. hoher Gipfel zwischen Attersee und Wolfgangsee im Salzkammergut, an der Landesgrenze Oberösterreichs zu Salzburg.

## Lage und Landschaft
Der Breitenberg befindet sich zwischen der Unterburgau im Süden der Atterseeregion und dem Wolfgang-/Ischltal. Er stellt die Verbindung von Schafbergmassiv westlich und dem Leonsbergmassiv (Zimnitz) östlich her, wobei er orographisch zu zweiterem gerechnet wird. Die Berge gehören zur Schafberggruppe der Salzkammergut-Berge, respektive teils zu den Salzburger Voralpen, teils zu den Trauntaler Alpen.
Dabei bildet der Breitenberg die Gemeindegrenze des zu Salzburg gehörenden Sankt Gilgen und des oberösterreichischen Sankt Wolfgang, und damit auch die Landesgrenze. Der St.-Wolfganger Ostteil hier ist Wolfgangthal.
Der Breitenberg ist die höchste Erhebung der Einsattelung zwischen Schafberg (1762 m ü. A.) und Leonsberg/Zimnitz (1745 m ü. A.). Südwestlich liegt der Schwarzensee auf 716 m ü. A., und nördlich davon die Moosalm mit der Sattelhöhe 772 m ü. A. an ihrem Nordrand. Südöstlich liegt die Haleswiessee-Senke auf 786 m ü. A., und nördlich der Fachbergsattel mit 897 m ü. A. Dabei entwässern Moosbach/Schwarzenbach und Rußbach zur Ischl auf um die 570 m ü. A. Dazwischen rinnt der Breitenbergbach (Breitenberggraben) westwärts zur Moosalm und trennt das Hoheneck (1165 m ü. A.) als Vorberg vom Breitenberg, südlich bildet noch der Lugberg (916 m ü. A.) eine Talschulter des Wolfgang-/Ischltals. Nördlich gehen der Burggraben von der Moosalm bei Burgbachau und der Loidlbach vom Fachbergsattel über den Burgaubach bei Burgau zum Attersee (469 m ü. A.). Der ostwärts rinnende Lasseralmbach trennt dort noch den Auberg (907 m ü. A.) direkt am Attersee ab. Alle diese Bäche bilden tiefe Gräben, insbesondere die Klamm des unteren Schwarzenbachs und die Burggrabenklamm. Dabei bildet der Haleswiessee eine hydrographische Besonderheit, er liegt in einer Karst-Polje, einem oberflächlich abflusslosen Becken, und entwässert im Untergrund zum Weißenbachtal.
Der Breitenberg selbst ist bewaldet und bildet einen etwa 1½ Kilometer langen West–Ost liegenden ebenen Kamm, vom Breitenbergbach südlich und Klausgraben nördlich gegliedert. An der Südwestflanke liegt die St.-Wolfganger Breitenbergalm, am Nordostende des Bergs die Burgauer Meisterebenalm.

## Geologie und Natur
Der Raum zwischen Schaf- und Leonsberg ist eine vom Wolfgangseegletscher in seinem Seitenarm des Atterseegletschers ausgefräste Eintiefung.
Auf dem Niveau von Schafberg- und Vormaueralm wie auch der Gipfelflur von Spitzeck, Hofwand und Breitenberg, auf um 1300–1400 m ü. A., dürfte der ältesten Talboden der Gegend liegen. Der Breitenberg selbst wird knapp an der Grenze der Maximalvergletscherung gelegen haben. Der Bergzug Strubeck–Lugberg–Gartenwand südlich, auf um 800–900 m ü. A., stellt wohl ein jüngeres Talbodenniveau des Wolfgangseegebietes dar.
Der Zug der Ager–Ischl-Wasserscheide ist Hirlatz-Formation, der des Schwarzenseebeckens und der Haleswiessenke Plattenkalk.
Der Berg gehört salzburgerseits zum Landschaftsschutzgebiet Schafberg–Salzkammergutseen (LSG 46). Schwarzensee wie Moosalm sind Naturschutzgebiete.

## Geschichte
Der Raum zwischen Mondseeland, Attergau, Wolfgangland und Ischlland war seit den Schenkungen des Herzog Odilo an das Kloster Mondsee und das Bistum Salzburg 748 unklar, aber wegen der bedeutenden Wallfahrt nach St. Wolfgang jahrhundertelang umstritten. Die genauen Grenzen wurden erst mit einem österreichisch-salzburgischen Staatsvertrag zwischen Kaiser Leopold I. und Fürsterzbischof Thun vom 26. Mai 1689 festgelegt. Dabei bildet die Burgau verkehrsmäßig eine salzburgische Exklave an Mondsee und Attersee, während das Wolfgangland oberösterreichisch blieb.

## Wege und Hütten
Der Wanderweg auf den Breitenberg kommt von Burgau am Attersee respektive Weißenbach-Waldsiedlung herauf und zweigt vom Weg zum Fachbergsattel ab. Von Süden wie von Osten verlaufen einige Forststraßen am Berghang. Über den Gipfelkamm verläuft ein Waldsteig, er bietet, wo derzeit ausgeholzt ist, aber guten Ausblick. Ein besonders reizvoller Aussichtspunkt ist der Atterseeblick oberhalb der Meisterebenalm.
Die Meisterebenalm ist heute eine private Selbstversorgerhütte.